# Monte Serro
Monte Serro este o arie protejată (arie specială de conservare — SAC, sit de importanță comunitară — SCI) din Italia întinsă pe o suprafață de 262 ha, din care 1 % marine.

## Localizare
Centrul sitului Monte Serro este situat la coordonatele 44°12′55″N 9°31′58″E / 44.215278°N 9.532778°E.

## Înființare
Situl Monte Serro a fost declarat sit de importanță comunitară în iunie 1995 pentru a proteja 36 de specii de animale. Situl a fost protejat și ca arie specială de conservare în aprilie 2017.

## Biodiversitate
Situată în ecoregiunea mediteraneană, aria protejată conține 14 habitate naturale: Recifuri, Matorral arborescenți cu Juniperus spp., Păduri de stejar alb estice, Faleze cu vegetație de Limonium spp. endemic de pe coastele mediteraneene, Păduri aluvionare cu Alnus glutinosa și Fraxinus excelsior (Alno-Padion, Alnion incanae, Salicion albae), Liziere de ierburi înalte hidrofile de câmpie și de nivel montan până la alpin, Formațiuni scunde de Euphorbia în apropierea falezelor, Tufărișuri termo-mediteraneene și de pre-deșert, Păduri de Quercus ilex și Quercus rotundifolia, Pseudostepă cu ierburi și specii anuale de Thero-Brachypodietea, Vegetație anuală la limita mareei, Pante stâncoase silicioase cu vegetație casmofită, Păduri de pin mediteraneene cu pini mezogeni endemici, Păduri de Castanea sativa.
La baza desemnării sitului se află mai multe specii protejate:
- păsări (34): pițigoi codat (Aegithalos caudatus), fâsă de pădure (Anthus trivialis), lăstunul mare (Apus apus), caprimulg (Caprimulgus europaeus), sticlete (Carduelis carduelis), Certhia brachydactyla, florinte (Chloris chloris), cuc (Cuculus canorus), presură de grădină (Emberiza hortulana), măcăleandru (Erithacus rubecula), vânturel roșu (Falco tinnunculus), cinteză (Fringilla coelebs), gaiță (Garrulus glandarius), Hippolais polyglotta, capîntortură (Jynx torquilla), Larus argentatus, pescăruș-cu-cap-negru (Larus melanocephalus), mierlă albastră (Monticola solitarius), ciuf-pitic (Otus scops), pițigoi mare (Parus major), codroș de munte (Phoenicurus ochruros), codroșul de pădure (Phoenicurus phoenicurus), pitulice de munte (Phylloscopus collybita), pitulice-fluierătoare (Phylloscopus trochilus), brumăriță de pădure (Prunella modularis), aușel sprâncenat (Regulus ignicapilla), mărăcinar negru (Saxicola torquatus), țiclete (Sitta europaea), silvie cu cap negru (Sylvia atricapilla), silvie mediteraneană (Sylvia melanocephala), chiră de mare (Thalasseus sandvicensis), pănțărușul (Troglodytes troglodytes), mierlă (Turdus merula), sturz-cântător (Turdus philomelos)
- amfibieni (1): Salamandrina terdigitata
- nevertebrate (1): Euplagia quadripunctaria

Pe lângă speciile protejate, pe teritoriul sitului au mai fost identificate 13 specii de plante, 2 specii de amfibieni, 3 specii de nevertebrate, 2 specii de reptile.